# Поперечний м'яз живота
Поперечний м'яз живота (лат. musculus transversus abdominis) — м'яз, третій шар у стінці живота, зсередини вкритий поперечною фасцією і пристінним листком очеревини.
М'яз бере початок зубцями на поперечних відростках поперекових хребців і на внутрішній поверхні хрящів несправжніх ребер, вклинюючись між зубцями діафрагми, переходить в апоневроз, що зростається з поперечною фасцією та внутрішнім листком піхви м'яза живота, і закінчується на білій лінії. У собак у каудальній черевній ділянці апоневроз поперечного м'яза живота утворює зовнішній листок піхви прямого м'яза.